# 津波フラッグ

津波フラッグ

津波フラッグ（つなみフラッグ）とは、日本で使用される、海岸において津波への警戒を呼びかけるための旗である。主にライフセーバーが自身の安全を確保できる範囲で掲揚するほか、建物などに掲揚されることもある。
使用が始まったのは2005年からであるが、2020年6月からは、気象業務法第24条に基づいて規格化された津波注意報・津波警報・大津波警報の標識として、各地の自治体、ライフセービング団体などによって運用されている。
2021年には、日本ライフセービング協会が、長年の津波フラッグの選定・普及活動を通じ津波災害の防止・軽減に向けた取組に寄与した功績（後述）によって気象庁長官表彰を受賞している。
国際信号旗のU旗と同じデザインである（後述）。

## 導入の背景
2005年6月、日本ライフセービング協会は、前年のスマトラ島沖地震による津波被害を受けて、「JLA津波対策小委員会」を設置し、津波対策の実態調査と検討を行った。同年7月には、加盟団体である下田ライフセービングクラブが下田市と共同で、現在の津波フラッグと同じU旗を下田市および南伊豆町の海水浴場で掲揚する体制を整え、散発的ながらこれに追随するライフセービング団体、自治体などもあった。
2011年に発生した東日本大震災では、津波の警戒を呼びかける音声が聞き取りにくい海岸付近での死者がいたほか、聴覚障害者の死亡率が障害のない人に比べて2倍高くなっていた。また、海水浴場などでは携帯電話を所持していないことも多く、防災行政無線やサイレンでは聴覚障害者や遊泳中で海に入っている人に情報を伝達できないという問題があった。
これを受けて、津波接近を知らせるための視覚による情報伝達の取組みが各地で行われた。例えば2011年5月には、神奈川県では鎌倉マリンスポーツ連盟がオレンジ色の旗（オレンジフラッグ）を用いることを提案し、神奈川県が津波警報発表の合図として採用した。日本ライフセービング協会も、2013年5月改訂のサーフ教本において、津波避難のためにU旗の掲揚を推奨することを明記した。これらの取り組みは各地に波及していったが、このほかに赤旗や赤色回転灯を用いるとした自治体もあり、方式はまちまちであった。
津波避難のための視覚による伝達手段（標識）の統一・規格化については、2011年7月18日の中央防災会議津波避難対策検討ワーキンググループの報告書で言及されたり、神奈川県および16市町村による国への要望書に津波フラッグの法制度上への位置付けが盛り込まれたりといった動きがあり、気象庁もこれを法令整備の可能性として認識していた。しかし、当時の気象業務法施行規則第13条第1項が津波注意報・警報の伝達について視覚による標識を定めていなかったことは、旗などによる伝達ができないことを意味するものではなく、単にその規格が存在せず根拠法である気象業務法第24条もこれを関知しないということであって津波フラッグの使用・普及の障害とはなりえないこと、また、規格の制定が自治体や民間の活動に対する規制強化に該当することから、2013年8月に気象業務法施行規則第13条第1項が改正された際には、旗などの視覚による津波注意報・警報の標識の法制化は行われなかった。
その後、マリンスポーツ・ライフセービング関係団体、（一社）防災ガールなどによる津波フラッグの普及活動・法制化要望が、また、これらに対する日本財団の支援が活発になるなどしたことから、気象庁では、2019年10月から「津波警報等の視覚による伝達のあり方検討会」を設置して、津波注意報・警報の視覚による標識の統一を図ることとなった。この検討会の開催にあたっては、その予告となるタイミングで質問主意書が出されたり、審議期間中に東京弁護士会による意見書が公表されたりといった部外からの啓発もあり、2020年2月21日の報告書においては「気象庁は速やかに施行規則等を改正し、定めた視覚による伝達手段の周知・普及に努める必要がある」とされるに至った。
これを受けて、気象庁は、2020年6月24日に気象業務法施行規則および予報警報標識規則（告示）を改正して、視覚による情報伝達手段としての津波フラッグの使用とそのデザインを定め、同日から施行した。これは、津波注意報、津波警報または津波特別警報（大津波警報）が発表された場合、海水浴場などの海岸で掲揚するものとされている。
導入する市町村が次第に増える中、2025年7月30日にはカムチャツカ半島沖合で発生した地震により、太平洋岸を中心に広い範囲で津波警報が発令。海水浴場などで実際に津波フラッグが掲揚され、認知度が向上する機会となった。
なお、津波フラッグの法制化に対しては、U旗はもともと危険発生時の海域離脱を意味するものなので重ねて津波避難用の旗に定める意義が薄いこと、規格どおりの旗を設置しても気象庁から津波注意報・警報が優先提供されるなどのメリットがあるわけではない片面的な規制であること、法規制という権威的な手法が気象業務における官民連携・官民協働の推進と矛盾すること、標識の法制化が常態化すると民間による予報・警報の伝達に関する創意工夫を阻害しかねないことなどから、過剰な措置だとする批判もある。

## デザイン
赤と白の格子模様の旗である。比率やサイズに決まりはないが、遠くからの視認性を考慮して短辺100センチメートル以上が推奨されている。

国際信号旗のU旗

主に船舶間の通信に用いられる国際信号旗で「貴船の進路に危険あり」を意味するU旗と同様のデザインである。U旗は海外では海からの緊急避難を知らせる旗として多く用いられている。
制定にあたっては実際に海水浴場で視認性のテストが行われた。既に一部の自治体で導入されているオレンジ色の旗や赤色の旗など、複数のデザインを比較した上で以下の理由から現在のデザインとなった。
- 視認性が高い
- 色覚の差に影響しにくい
- （U旗として）国際的に認知されている
- 遊泳禁止と混同しない